# Lorenzo Wright
Lorenzo Wright (Lorenzo Christopher Wright; * 9. Dezember 1926 in Detroit, Michigan; † 27. März 1972 ebenda) war ein US-amerikanischer Leichtathlet und Olympiasieger.
Bei der 4-mal-100-Meter-Staffel der Olympischen Spiele 1948 war er der zweite Läufer der US-Mannschaft, die die Goldmedaille gewann. In seiner eigentlichen Spezialdisziplin, dem Weitsprung, erreichte er bei den Spielen in London mit 7,45 m nur den vierten Platz, nachdem er in der Qualifikation 7,53 m gesprungen war.
1948 und 1952 siegte er bei den US-Meisterschaften im Weitsprung. 
Lorenzo Wright war 1,73 m groß und wog in seiner aktiven Zeit 70 kg. 1972 wurde er von seiner Frau erschossen.